# El Poal
El Poal là một đô thị trong tỉnh Lleida, cộng đồng tự trị Cataluña Tây Ban Nha. Đô thị El Poal có diện tích là 8,9 ki-lô-mét vuông, dân số năm 2009 là 622 người với mật độ 69,89 người/km². Đô thị El Poal có cự ly 22,6 km so với tỉnh lỵ Lleida.